# Hellewi Kullman
Sigrid Hellewi Kullman, född 24 januari 1861 i Göteborg, död där 19 april 1903, var en svensk landskaps- och porträttmålare, akvarellist, pastellist och skulptör. Hon signerade sina verk antingen med fullt namn i skrivstil eller med ett sammanskrivet HK. Hon var en av de förhållandevis få svenska skagenmålare som var verksamma under skagenepokens höjdpunkt runt sekelskiftet 1900.

## Härstamning
Hellewi Kullman var dotter till justitierådmannen i Göteborg Eduard Kullman och hans hustru Amélie född Lange. Kullmans var en gammal göteborgsk köpmanssläkt. Fadern var verksam som jurist och domare i närmare 50 år och en välkänd profil i staden. Han var specialiserad på sjörättsmål och ägnade med förkärlek även sin fritid åt fiske och jakt i havsbandet ute vid Hönö. Hans känsla för havet återspeglas i dotterns konstutövning.[källa behövs]
Familjen bodde i ett av Göteborgs landerier, det gamla Rosengård, som låg på nuvarande adressen Södra Vägen 10. Hellewi Kullman förblev ogift och avled i sitt föräldrahem vid 42 års ålder efter att en längre tid ha varit sjuk i hjärnhinneinflammation.

## Konstlivet i Göteborg under Hellewi Kullmans levnad
Kullmans levnad sammanfaller med en dynamisk utveckling för konstlivet i Göteborg. Utvecklingen kan sägas ta sin början med att eldsjälarna S.A. Hedlund och Viktor Rydberg kom till Göteborgs Handels- och Sjöfartstidning som journalister. Göteborgs Konstförening bildades 1854, Göteborgs Museum 1861, Göteborgs Musei Ritskola 1865, Målarskolan 1869 och Sällskapet Gnistan 1878.
Den första utställningen med impressionism hade hållits i Paris 1874. I Sverige dominerades konsten i Stockholm av Konstakademiens och hovets konservatism medan Göteborg var mer öppet för nya strömningar och internationella utblickar genom sina handelskontakter och förmögna köpmän. Nordiska konstutställningen i Göteborg 1881 med hundratals utställda verk från hela Norden var den första i stil med de stora salongerna utomlands. Den blev en enorm succé och genombrottet för det nya friluftsmåleriet.
Konstälskaren Pontus Fürstenberg blev, genom sitt giftermål 1880 med den stenrika bankirdottern Göthilda Magnus, i stånd att verka som mecenat och konstsamlare. Han bidrog på avgörande vis till att konstpalatset Valandhuset blev uppfört och kunde invigas 1886.
Hit flyttade nu såväl Konstföreningen och dess utställningar som Rit- och Målarskolan. Den senare fick namnet Valands Konstskola och Fürstenberg själv övertalade Carl Larsson att bli föreståndare och lärare med egen ateljé på Valand. I Göteborg bildades 1886 Konstnärsförbundet för att ge konstnärerna själva inflytande över utställningarna så att den nya konstens spridning inte kunde blockeras av etablissemanget. Detta fick genomslag i Valands årliga vår- och höstsalonger framöver. Hellewi Kullman deltog i utställningar 1891, 1896, 1897 och 1899.

## Elev till Carl Larsson på Valand
Liksom en annan kvinnlig göteborgsk skagenmålare, Julia Strömberg, fick Kullman sannolikt sin första undervisning i teckning och måleri på Göteborgs Musei Rit- och Målarskola under 1870-talet. Skoleleverna kom helt enkelt dit och hade sina teckningstimmar där några gånger i veckan. När folkskolorna senare införde egen teckningsundervisning blev museets verksamhet på det området något tynande. Lärare i måleri på skolan var målaren och tecknaren Fredrik Wohlfart.
Carl Larsson var en av akademiopponenterna som i Göteborg bildade Konstnärsförbundet och han var föreståndare för Valands Konstskola åren 1886–1888 och 1891–1893. Hellewi Kullman var med bland eleverna under Carl Larssons första period på Valand.  Undervisningen bedrevs från oktober till maj och terminsavgiften uppgick till 700 kronor.
Carl Larsson har gjort ganska elaka kommentarer om sina kvinnliga elever på Valand. Han beskrev dem som antingen varande lata, halvgamla fruar som narrat sina äkta män att de hade talang eller också bortskämda rikemansdöttrar som ville göra sig märkvärdiga. Göteborgskonstens historieskrivare Kjell Hjern ansåg att omdömena berodde på Larssons proletärkomplex inför borgerskapet och hans negativa syn på kvinnans emancipation överhuvudtaget.

## I Frankrike i mitten av 1890-talet
Under 1894 och 1895 var Hellewi Kullman i Frankrike. Hon studerade i Paris och hon målade i Picardie i norra Frankrike. Henri Gervex, skicklig porträttmålare, och Alfred Roll, mästare i pastellteknik, var hennes lärare i måleri. Hon lärde skulptur för Denys Puech. Alla tre var framstående, väletablerade konstnärer med stort anseende och de var verksamma som lärare vid Académie Julian, som var först ut med att låta kvinnor måla efter nakenmodell.
De var föregångsmän som varit med i bildandet av Société Nationale des Beaux-Arts som drev Salon des Champs de Mars som var öppen för utländska konstnärer i motsats till den gamla salongen, Salon des Champs Elysées. Konstens utveckling i Frankrike gick rasande snabbt dessa år och just 1895 blev Pierre Puvis de Chavannes med sin symbolism föremål för stor hyllning bland konstnärer i Paris.

## I Skagen
Hellewi Kullman målade i Skagen flera somrar. Signerade och daterade Skagenbilder finns från 1896, 1898 och 1901. Ett antal odaterade bilder kan vara från andra år. En källa uppger att hon vistats i Skagen så tidigt som 1884 men det förefaller osäkert. Omnämnanden i dansk konstlitteratur bär vittnesbörd om hennes närvaro.
Så skriver Karl Madsen i sin bok "Skagens malere og Skagens museum" : "...bland målarinnorna var ... fröken Helvig Kulman (som) bara vågade måla på stranden när hennes syster skyddade henne mot alla nyfikna ...". (Hellewi Kullman hade systrarna Amelie gift Amnell och Ragnhild Maria Isabella gift Kullberg.)
Walter Schwartz skriver i sin bok  "Skagen i nordisk konst"   "...bland de kvinnliga svenska konstnärerna var .....Julie Strömberg och Hedvig Kulmann."
De kvinnliga konstnärerna i Skagen var överhuvudtaget inte många. Förutom de bofasta Anna Ancher och Marie Krøyer och de tidigare nämnda HK och Julia Strömberg finns från 1880-talet och framåt svenskorna Anna Palm de Rosa och Märta Tynell, norska Lili Sömme, Finlands-svenska Hanna Rönnberg och österrikisk-engelska Marianne Stokes (född Marianne Preindlsberger).

## Bildgalleri

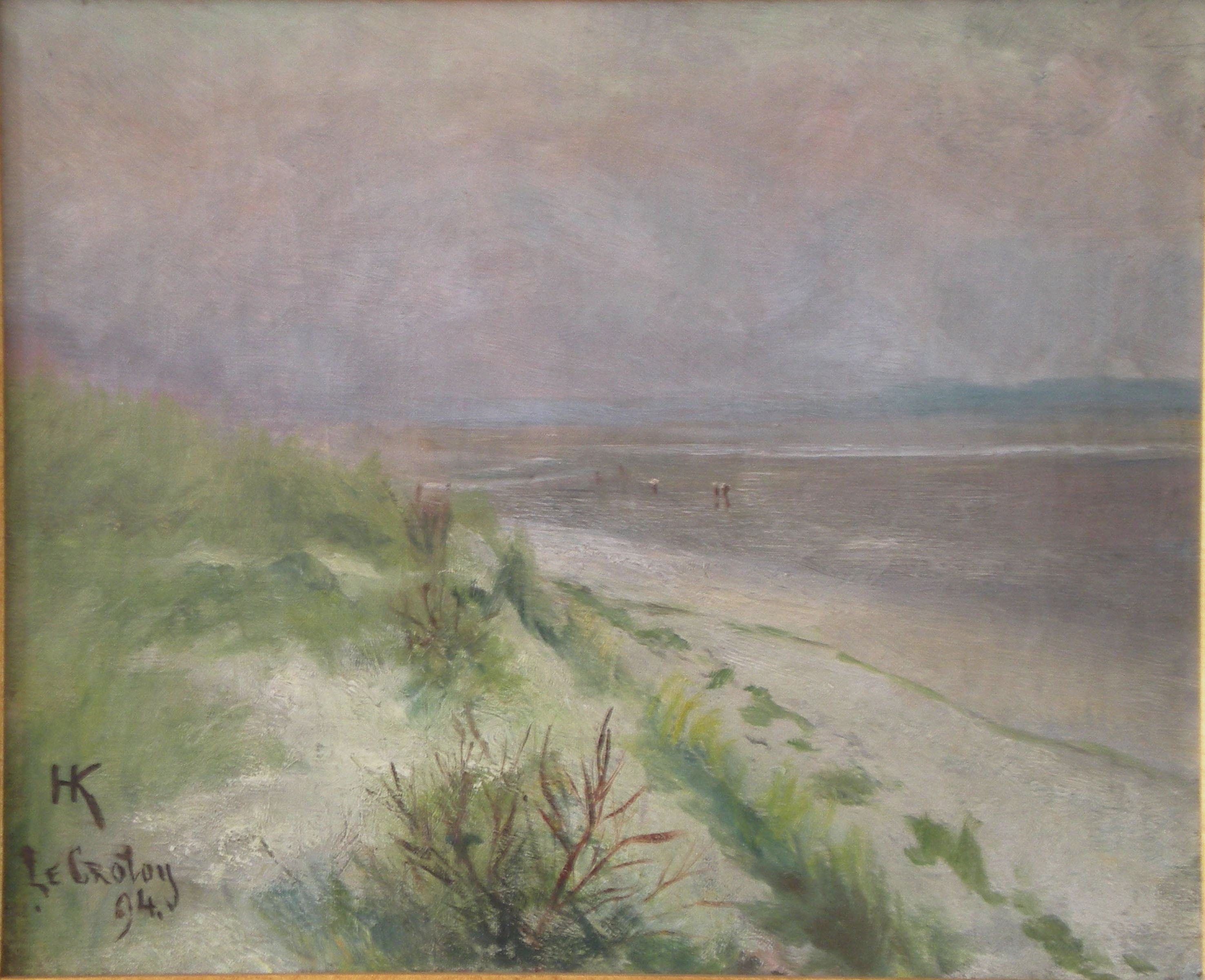
Le Crotoy Somme Frankrike 1894
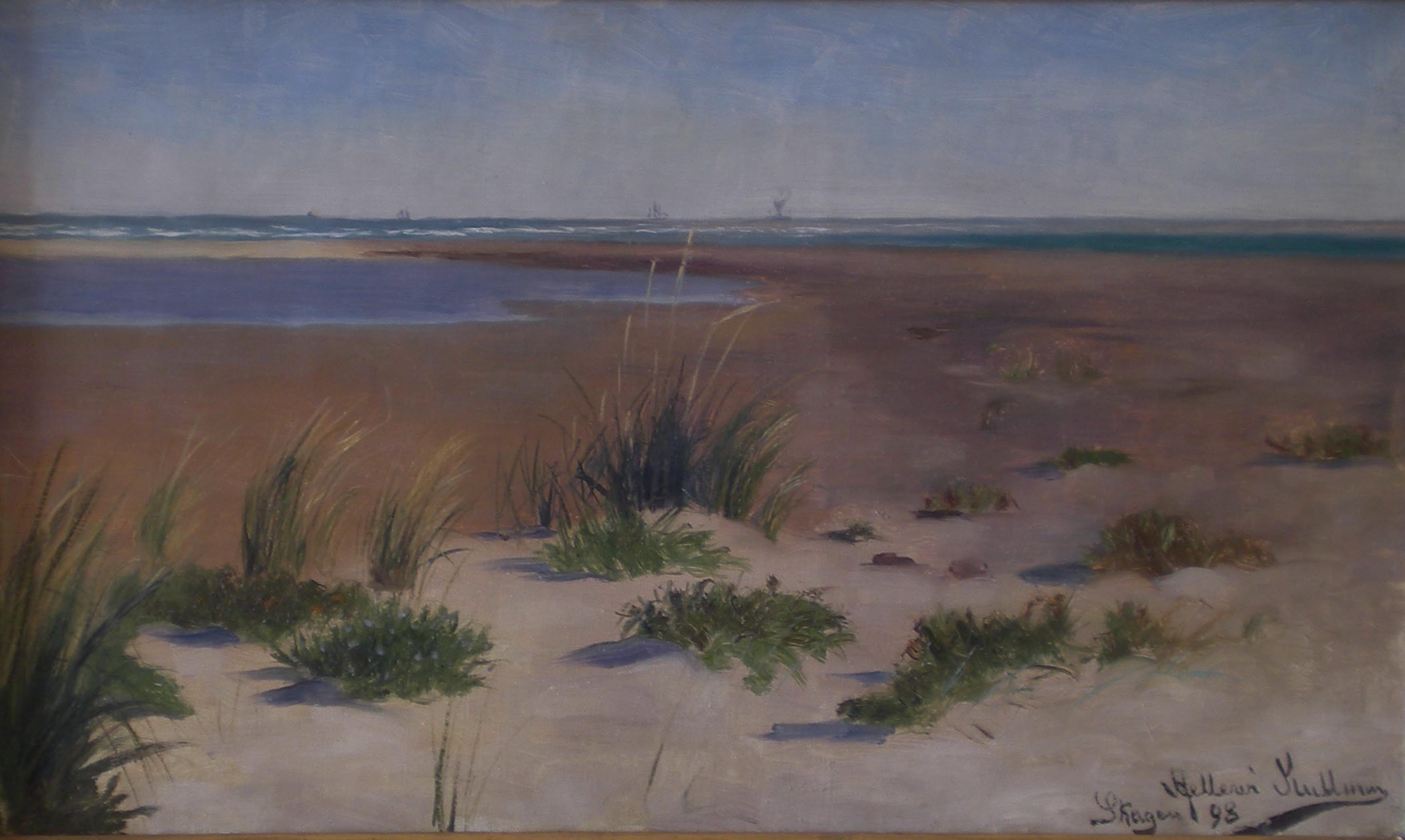
Skagen Grenen Danmark 1898
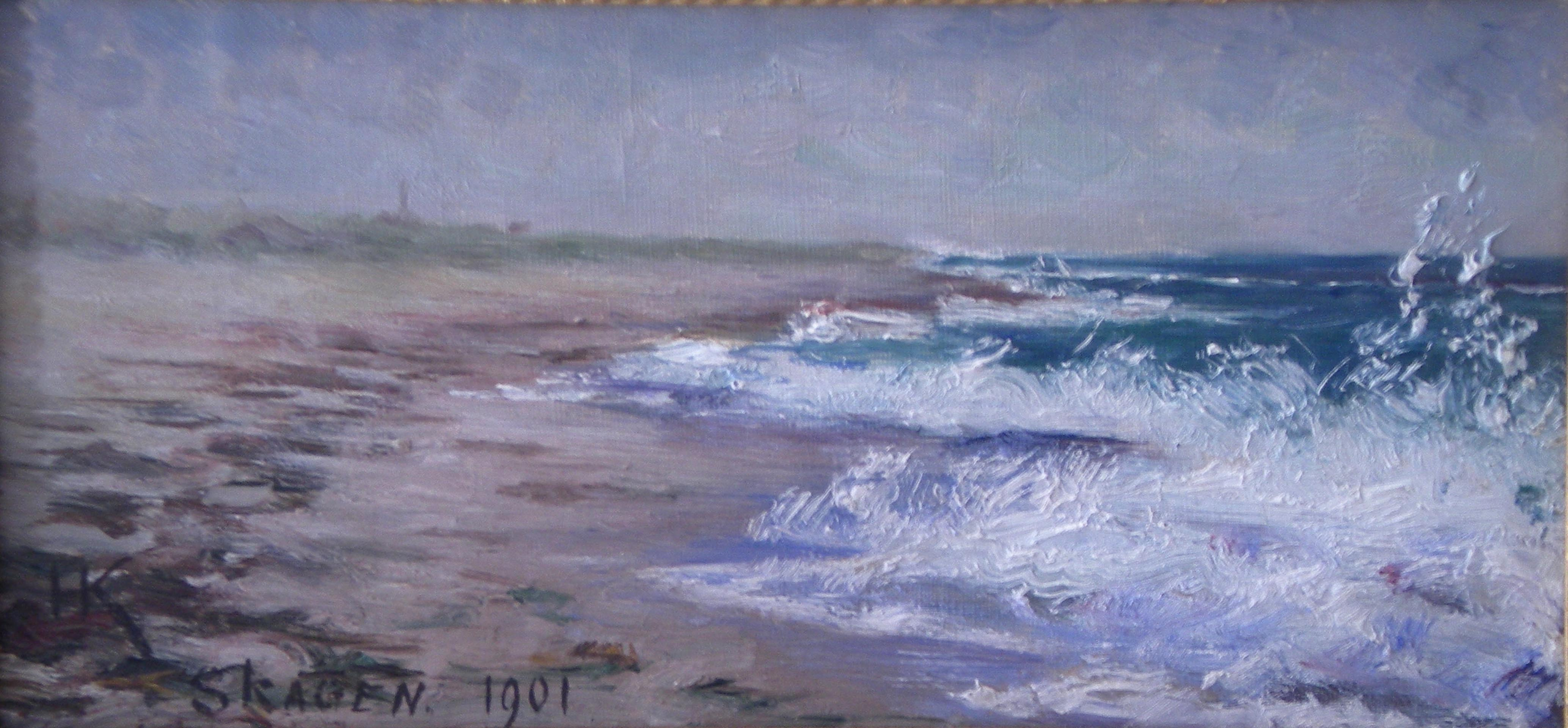
Sönderstrand Skagen 1901
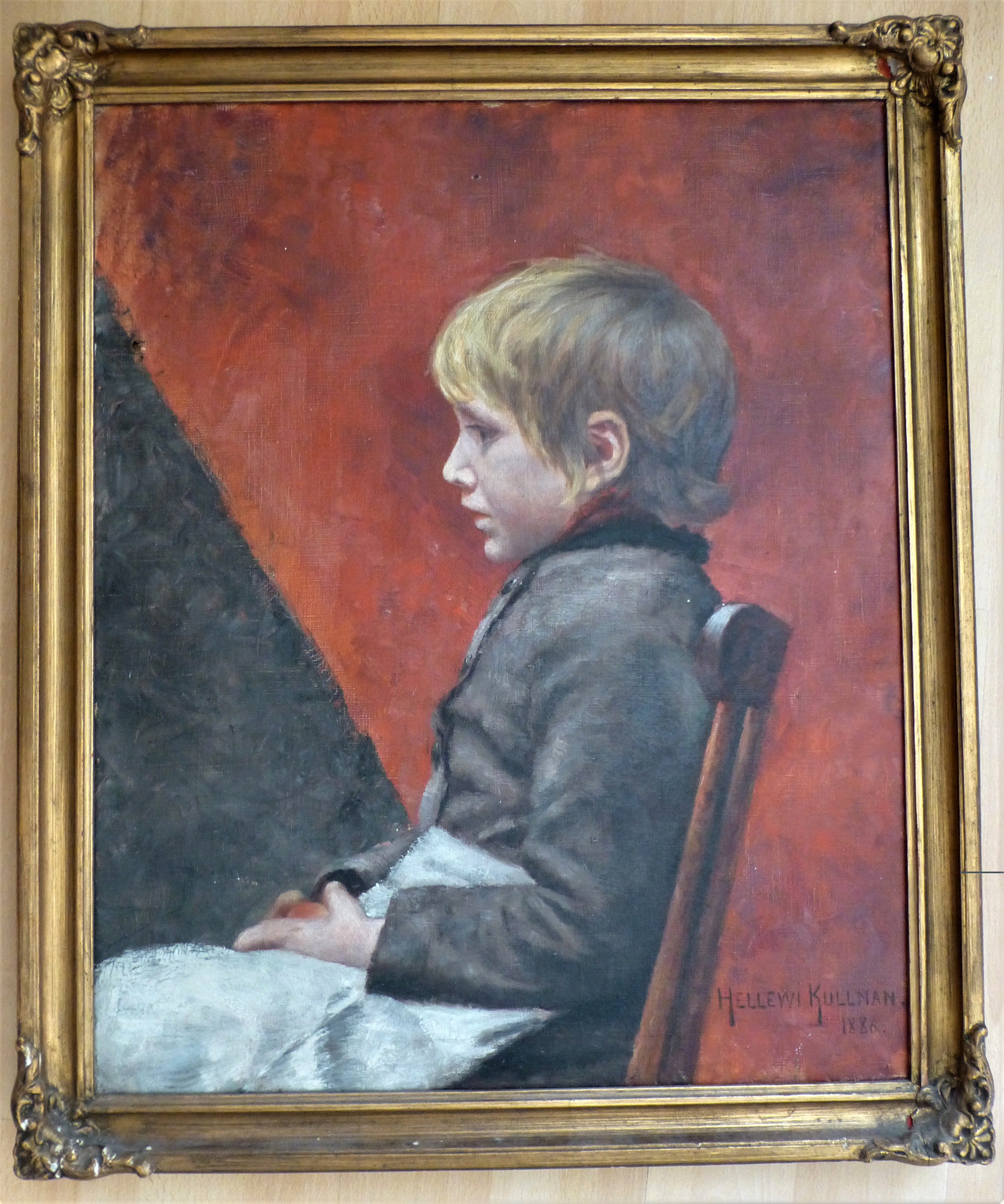
Porträttet är målat 1886 av Hellewi Kullman.